# Жозеф Плебер
Жозеф-Мари-Амброаз Плебер (на френски: Joseph-Marie-Ambroise Pleyber; на гръцки: Ζοζέφ Πλεμπέρ) е френски военен инженер и архитект, автор на много сгради в град Солун от края на XIX и началото на XX век. Участва във възстановяването на Солун след пожара в града в 1917 година, който значително променя облика му.

## Биография
Роден е на 7 май 1866 година в бретански град Морле. Присъединява се към френската армия и заминава за френските колонии. Пенсионира се от армията в 1910 година и работи като строителен инженер в Латинска Америка. След обявяването на Първата световна война отново се записва в армията.
Установява се в Солун в август в 1915 година. След пожара в Солун в 1917 година е създадена комисия за реконструкция на града - Международен планов комитет за преустройство на разрушения Солун. Плебер става член на комисията и отговоря за санитарния план на града. Автор е и съавтор заедно с Ели Хасид Фернандес на редица знакови сгради в Солун, сред които хотел „Турист“, хотел „Екселсиор“, Червената църква и други.
В Солун сключва третия си брак с Мария Ригопулу. Освен с участието си в Международния комитет за реконструкция на Солун, Плебер е известен и с основаването френско-гръцка компания, която посредничи за гръцката държава при закупуването на много и важни съоръжения като болници, оставени от Източната френска армия около Солун. Той превръща болниците в бежански селища. По-късно селищата са включени в градската тъкан на Солун, но парковете, алеите и местата за отдих с детски площадки са по проект на Плебер, по поръчка от гръцкото правителство. В Солун продължава да развива широка строителна дейност.
След 1920 година изследва въпросите за защита на сградите от земетресения и въздушни удари, проявява интерес към солунското село Хортач, като прави проект за курорт с просторни улици и хотелски единици, използващи естествената околна красота. Плебер дори става жител на курорта, но къщата му е разрушена по време Хортачкото клане от 2 септември 1944 година. Плебер се спасява, като бяга в Солун, където остава до края на живота си.
Освен в Солун, Плебер строи известни сгради и в други градове в Егейска Македония. Негова творба е Мирчовата къща в Лерин, построена в 1931 година.
Умира в 1947 година в Солун и е погребан в съюзническото военно гробище в Зейтинлъка.

## Публикации
- Pleyber, J. Le problème de l'habitation a Salonique et à la campagne.   Thessalonique, 1934. (на френски)
- Pleyber, Joseph. Manuel pratique de la défense passive de la ville de Salonique contre l'attaque aérienne.   Thessalonique, 1936. (на френски)
- Pleyber, Joseph. Gallica.Bnf  Le calcaire et l'argile au Soudan. Petit Manuel du chaufournier colonial - Petit Manuel du briquetier colonial par J. Pleyber, officier d'administration de l'artillerie coloniale In-8° 1903 Henri-Charles Lavauzelle, éditeur militaire.   1903. (на френски)